# Regrutacija
Regrutacija, novačenje ili konskripcija (latinski: conscriptio) je pojam koji u najširem smislu označava prisilni rad građana za račun državne vlasti. Najčešći oblik regrutacije jest vojna obaveza, odnosno služba u oružanim snagama, koja može biti kroz služenje vojnog roka odnosno odazivanje na mobilizacijske pozive u slučaju rata, elementarne nepogode ili drugih izvanrednih situacija. Pored toga postoji i radna obaveza tokom koje su građani dužni obavljati poslove od javnog značaja. Vojnik kojeg vojska unovači naziva se regrut.
Izraz regrutacija ili regrutiranje se, pak, u posljednje vrijeme ponekad koristi i za aktivnosti pojedinih privatnih i drugih trgovačkih društava ili pravnih osoba koje za svrhu imaju pribavljanje najkvalitetnijih mogućih kadrova za profesionalno tj. plaćeno obavljanje određenih poslova. U medijima najčešće spominjani primjer su sportski klubovi koji regrutiraju igrače za pojedine timske sportove. Za tu aktivnost se, pod utjecajem engleskog jezika, u posljednje vrijeme na hrvatskom govornom području koristi izraz draft.